# Klaus Junker
Klaus Junker (* 18. September 1958 in Herbolzheim) ist ein deutscher Klassischer Archäologe.
Klaus Junker beendete sein Studium 1988 mit der bestandenen Prüfung zum Magister Artium an der Freien Universität Berlin. Drei Jahre später wurde er dort mit einer Arbeit zum Thema Der ältere Tempel im Heraion am Sele. Verzierte Metopen im architektonischen Kontext promoviert. Für seine Dissertation erhielt er 1992 den Ernst-Reuter-Preis. Nach der Promotion war er Wissenschaftliche Hilfskraft an der Zentrale des Deutschen Archäologischen Instituts (DAI) in Berlin, wo er für die Betreuung des Archivs zuständig war. Aus dieser Tätigkeit ging eine Arbeit zur Geschichte des DAIs zwischen 1929 und 1945 hervor, die auf den Archivalien des Instituts basierte. Während dieser Zeit war er 1991/92 und nochmals 1994 Lehrbeauftragter an der Martin-Luther-Universität Halle-Wittenberg. 1994 wechselte er als Wissenschaftlicher Assistent an die Johannes Gutenberg-Universität Mainz. Die Habilitation erfolgte 2001 mit der Arbeit Sagenbild und Mythoskritik. Hermeneutische Untersuchungen zu griechischen Sagendarstellungen des 6. und 5. Jahrhunderts v. Chr. in Mainz. Danach wurde er Hochschuldozent und Privatdozent, seit Oktober 2008 ist er Wissenschaftlicher Angestellter und als solcher Lehrkraft für besondere Aufgaben und Studienmanager Archäologie. 2011 wurde Junker zum Außerplanmäßigen Professor ernannt.
Junker ist Korrespondierendes Mitglied des Deutschen Archäologischen Instituts und Mitglied im Auswahlausschuss der Studienstiftung des deutschen Volkes. Er befasst sich vor allem mit der Griechischen Plastik, Architektur und Vasenmalerei, der Hermeneutik sowie der Wissenschaftsgeschichte.

## Schriften
- Der ältere Tempel im Heraion am Sele. Verzierte Metopen im architektonischen Kontext. Böhlau, Köln u. a. 1993, ISBN 3-412-11292-5. (Arbeiten zur Archäologie)
- Das Archäologische Institut des deutschen Reiches zwischen Forschung und Politik. Die Jahre 1929 bis 1945. von Zabern, Mainz 1997, ISBN 3-8053-2339-5.
- Pseudo-Homerica. Kunst und Epos im spätarchaischen Athen. (Winckelmannsprogramme der Archäologischen Gesellschaft zu Berlin 141). de Gruyter, Berlin / New York 2003, ISBN 3-11-018034-0.
- Griechische Mythenbilder. Eine Einführung in ihre Interpretation. Metzler, Stuttgart-Weimar 2005, ISBN 3-476-01987-X.
  - Englische Übersetzung: Interpreting the Images of Greek Myths. An Introduction. Cambridge UP, 2012, ISBN 978-0-521-89582-8.
- mit Sabrina Strohwald: Götter als Erfinder. Die Entstehung der Kultur in der griechischen Kunst. Philipp von Zabern, Darmstadt/Mainz 2012, ISBN 978-3-8053-4479-1.
- mit Sina Tauchert: Helenas Töchter. Frauen und Mode im frühen Griechenland. Philipp von Zabern, Darmstadt 2015, ISBN 978-3-8053-4858-4.
- Herausgeber: Aus Mythos und Lebenswelt. Griechische Vasen aus der Sammlung der Universität Mainz. Wernersche Verlagsgesellschaft, Worms 1999, ISBN 3-88462-157-2.
- Herausgeber mit Adrian Stähli: Original und Kopie. Formen und Konzepte der Nachahmung in der antiken Kunst. Akten des Kolloquiums in Berlin, 17.–19. Februar 2005. Reichert, Wiesbaden 2008, ISBN 978-3-89500-629-6.